# Tumbeziconcha senegalica
Tumbeziconcha senegalica is een tweekleppigensoort uit de familie van de Mactridae. De wetenschappelijke naam van de soort is voor het eerst geldig gepubliceerd in 1995 door Cosel.